# Bouquet d'espèces
En biologie évolutive, un bouquet d'espèces (anglais species flock) est un groupe monophylétique d'espèces étroitement apparentées présentes dans un lieu isolé, où elles colonisent des niches écologiques diverses.
Un bouquet d'espèces peut apparaître quand une espèce pénètre dans une nouvelle zone géographique et se diversifie pour occuper une variété de niches écologiques disponibles ; ce processus est connu sous le nom de radiation adaptative. Le premier bouquet d'espèces identifié comme tel sont les treize espèces des pinsons de Darwin des Îles Galápagos, décrits par Charles Darwin.

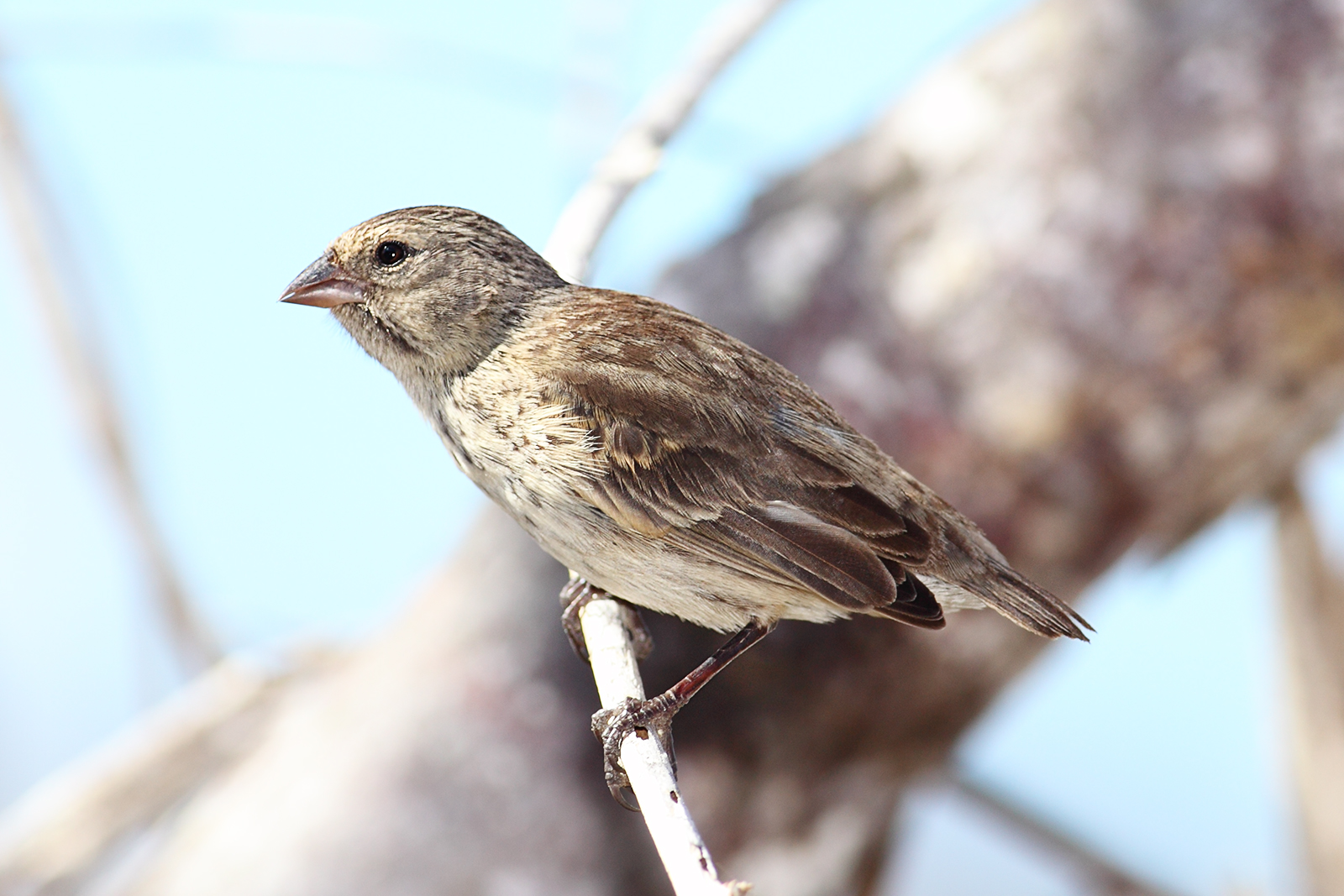
Un des pinsons de Darwin, le Géospize fuligineux.

Un bouquet d'espèce peut également apparaître quand une espèce acquiert une adaptation qui lui permet d'exploiter une nouvelle niche écologique. 
Tous les membres du bouquet partagent habituellement une ou plusieurs synapomorphies.

## Exemples
Les poissons Notothenioidei de l'Antarctique sont un bouquet de 122 espèces adaptés pour survivre dans les eaux glacées de l'Océan austral grâce à la présence d'une glycoprotéine antigel dans leur sang et leurs fluides corporels.
Les cichlidés sont un groupe de poissons perciformes qui contiennent de nombreux bouquets d'espèces présents dans les lacs et les rivières de l'Afrique centrale et australe. Les bouquets d'espèces des cichlidés haplochromines comprennent des centaines d'espèces de moins de 100 000 ans.
Certains éléments suggèrent que les poissons du genre Hypoplectrus, qui vivent dans les récifs coralliens de la mer des Caraïbes et du Golfe du Mexique, forment également un bouquet d'espèces.